# Boadicea (Morlacchi)
Boadicea es una ópera en tres actos del compositor italiano Francesco Morlacchi, con libreto en italiano de Giovanni Battista Bordese. Fue estrenada en el Teatro San Carlo de Nápoles el 13 de enero de 1818.

## Historia
Francesco Morlacchi abandonó la corte de Dresde, para la que trabajaba, en septiembre de 1817, para atender doscompromisos, uno en Nápoles y otro en Milán. El de Milán sería Gianni di Parigi, mientras el de Nápoles fue la composición de Boadicea, que tuvo lugar entre finales de 1817 y principios de 1818 en la villa Barbaja de la ciudad. Para ello, se sirve del libreto que Giovanni Battista Bordese había escrito en 1813 para la ópera homónima de Vincenzo Pucitta, que cuenta la historia de la rebelión de la reina Boudica contra el Imperio Romano. 
La ópera se estrenó en enero de 1818 en el Teatro San Carlo de Nápoles, con gran éxito. Pese a ello, no constan más representaciones de la obra fuera de las del estreno.
La ópera no ha sido recuperada en época moderna.

## Personajes
| Personaje                                                                              | Voz     | Elenco del estreno Director de orquesta: Nicola Festa |
| -------------------------------------------------------------------------------------- | ------- | ----------------------------------------------------- |
| Boadicea (reina, viuda del rey Prasutago de los Icenos)                                | soprano | Isabella Colbran                                      |
| Elcida (su hermana, prometida de Agaulo)                                               | soprano | Friederike Funk                                       |
| Agaulo (príncipe de los Trinovantes, rehén de los romanos)                             | tenor   | Giuseppe Ciccimarra                                   |
| Caio Svetonio Paolino (Legado de César en Britania)                                    | bajo    | Raniero Remorini                                      |
| Mario (senador romano)                                                                 | tenor   | Andrea Nozzari                                        |
| Publio (tribuno militar, amigo y confidente de Mario)                                  | bajo    | Michele Benedetti                                     |
| Flaminios, tribunos y centuriones romanos, druidas, damas, nobles y guerreros britanos |         |                                                       |

## Argumento
La acción tiene lugar en el este de Inglaterra.  
Acto I
Atrio del palacio de Caio Svetonio Paolino
Agaulo espera que Boadicea se levante contra los romanos, tanto para tener así venganza como para poder volver a ver a su amada. Llega en ese momento Boadicea con su séquito: tras haber sido derrotado, Svetonio accede a pactar con los britanos, y en caso de no cumplir su palabra, la reina incita al pueblo a alzarse. Le promete a Agaulo que sea misma noche podrá ver a su amada Elcida, pero también le confiesa que ama a su enemigo Mario. Él le recuerda su traición, pero ella es incapaz de odiarlo. Llega Publio para dar la bienvenida a Boadicea, ya que Svetonio la espera para el tratado de paz. Pero el tratado es en realidad una trampa. Además, Mario se acerca a Publio y, al saber que Elcida ama a Agaulo y no a él, planea raptarla, ya que quiere olvidar su juramento con Boadicea. 
Gran espacio para la celebración de los juegos
Comienzan los juegos, y Svetonio anuncia que será Boadicea quien corone al vencedor. Pero cuando va a celebrarse el sacrificio en honor al difunto emperador Claudio, momento en el que Svetonio espera que se acuerde la paz, Mario rompe su promesa con Boadicea y pide casarse con Elcida; Boadicea se sorprende al ver su maldad, mientras Agaulo se presenta como su rival, siendo despreciado por Mario. Svetonio, mientras, observa preocupado la actitud del romano, que no puede ayudara a conseguir la paz. 
Jardines del palacio de Svetonio
Publio ha llevado a Elcida a las habitaciones de Mario en el palacio de Svetonio. Ella cree que Mario sigue amando a Boadicea, así que espera que su hermana aparezca de inmediato (aria: Qui vive, e respira). Publio, al ver que Mario se retrasa, envía de inmediato un mensajero para avisarle de que Elcida está en su poder. Llega Mario y declara su amor a la joven, pero ella lo rechaza. Cuando Mario quiere llevarla por la fuerza a sus habitaciones, aparece Agaulo para detenerlo; llega también Boadicea, amenazándolo con vengarse de los romanos. Cuando llega Svetonio, se sorprende al ver la actitud de Mario y se muestra disgustado con él, pero Publio lo salva al anunciar que los icenos se han alzado en armas contra los romanos, lo que hace que todos se preparen para el combate. 
Acto II
Ruinas del templo de Claudio
Svetonio lamenta ver las ruinas del templo, incendiado por los icenos en su revuelta, y clama venganza. Llega Publio con las tropas romanas, y se disponen a combatir. 
Sombrío bosque junto al mar
Los druidas celebran sus ritos cuando llega Agaulo con las armas robadas a los romanos, y pide que se celebre ya el sacrificio de los prisioneros, entre los que está Mario, quien se muestra desafiante ante su rival. Justo cuando va a realizarse el sacrificio aparece Boadicea para detenerlo, y pide quedarse a solas con Agaulo; éste sospecha que ella no quiere matar a Mario porque sigue amándolo, pero ella le pide que le obedezca y parta de inmediato a unirse a las tropas britanas, cosa que Agaulo hace al momento. Una vez sola, la reina pide que traigan a Mario ante su presencia, esperando convencerle de que vuelva junto a ella. Él, en cambio, al ver su actitud, piensa que quizá le conceda la mano de Elcida. Al darse cuenta del error, Boadicea estalla de rabia, ya que Mario insiste en rechazarla, pero prefiere liberarlo junto con sus hombres para que vayan al combate. 
Tienda de Boadicea
Elcida espera junto a sus damas el resultado de la batalla, deseando que les sea favorable (aria: Care amiche a quegli accenti). Pero son los romanos los que han salido victoriosos, y cuando algunos soldados llegan dispuestos a atacar a las mujeres, Elcida empuña su lanza. Llega entonces Mario a tiempo para detenerla, y pide a los soldados que dejen en paz a las mujeres y regresen al campo de batalla. Llegan entonces Boadicea y Agaulo, fugitivos; Boadicea le entrega el trono a Elcida y a Agaulo, a quienes casa sin que Mario, contrariado, pueda detenerlos. Cuando llega Svetonio dispuesto a llevarla prisionera a Roma, Boadicea se suicida para evitar la esclavitud (aria: Ma chi s'avanza?). 

## Estructura
- Sinfonía

Acto I
- N. 1 - Introducción Calma, signor l'affanno (Coro, Agaulo)
- N. 2 - Coro Vieni, o regina a noi
- N. 3 - Dueto Cessi alfin l'infausto ardor (Agaulo, Boadicea)
- N. 4 - Cavatina Ah! Nel mentre, con voce tremenda (Mario, Publio)
- N. 5 - Coro Deh! Serbate o Dei di Roma
- N. 6 - Cuarteto Qual ardir! E non paventa (Mario, Agaulo, Boadicea, Svetonio, Coro)
- N. 7 - Cavatina Qui vive, e respira (Elcida)
- N. 8 - Finale I Colpa è d'amor se tanto (Mario, Elcida, Agaulo, Boadicea, Svetonio, Publio, Coro)

Acto II
- N. 9 - Introducción segunda Sì Quiriti: di rete alla sponda (Svetonio, Coro, Publio)
- N. 10 - Coro Dalle celesti
- N. 11 - Terceto A placar le inulte ancora (Agaulo, Mario, Boadicea, Coro)
- N. 12 - Dueto Perché ingrato? E non dicesti (Mario, Boadicea)
- N. 13 - Coro y Aria Cessa di palpitar - Care amiche a quegli accenti (Elcida, Coro)
- N. 14 - Coro Alle ritorte
- N. 15 - Cuarteto Sì regnate, e se contenti (Boadicea, Agaulo, Elcida, Mario)
- N. 16 - Aria Final Ma chi s'avanza? (Boadicea, Mario, Agaulo, Elcida, Svetonio, Coro)

## Discografía
No existe por el momento ninguna grabación de la ópera.